# Oberneunforn
Oberneunforn è una frazione del comune svizzero di Neunforn, nel Canton Turgovia (distretto di Frauenfeld).

## Storia

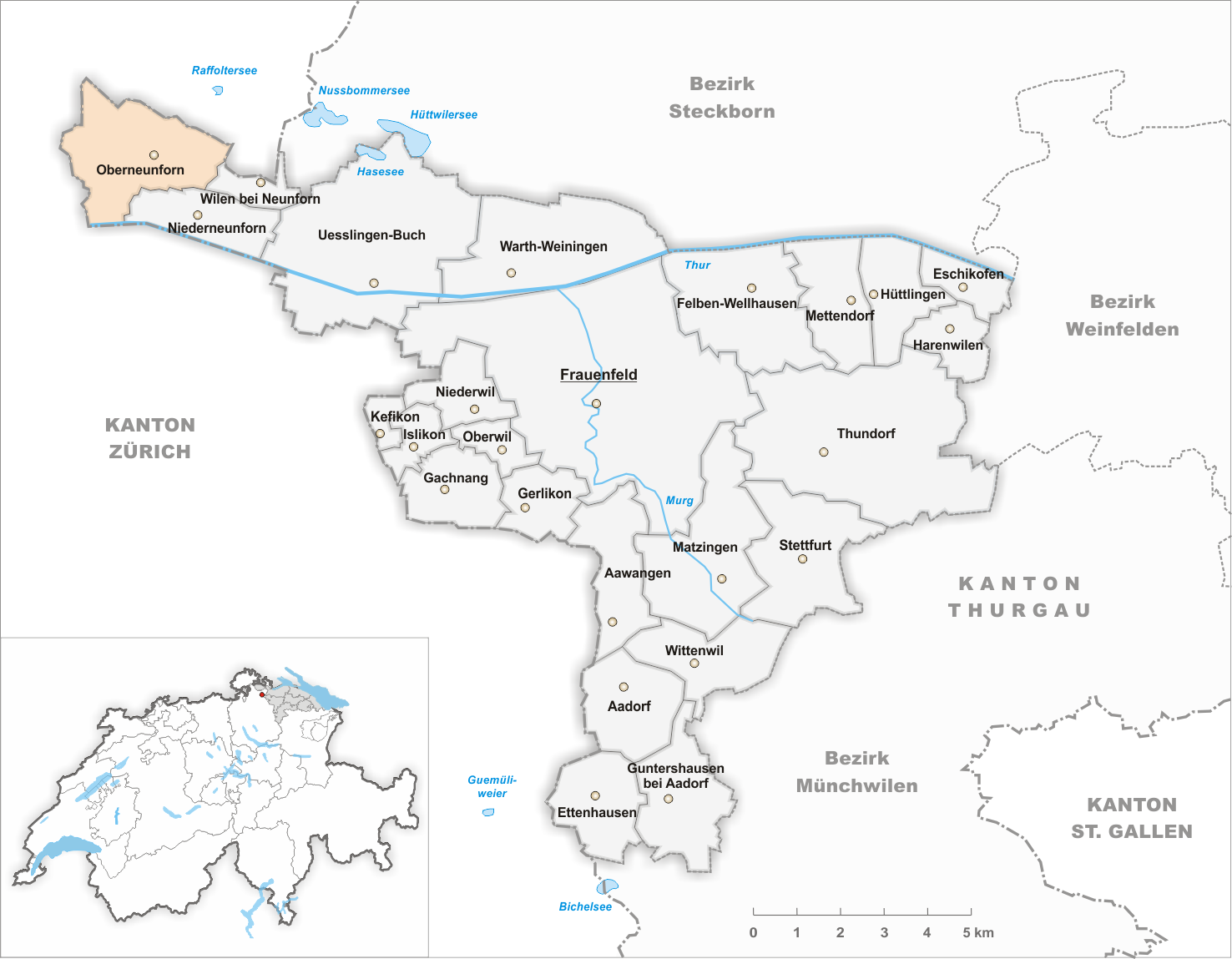
Il territorio del comune di Oberneunforn prima degli accorpamenti comunali del 1996

Già comune autonomo (Ortsgemeinde) dal quale nel 1843 era stata scorporata la località di Fahrhof, divenuta comune autonomo (riaccorpata a Oberneunforn nel 1870), nel 1996 è stato aggregato agli altri comuni soppressi di Niederneunforn e Wilen bei Neunforn per formare il nuovo comune di Neunforn, del quale Oberneunforn è il capoluogo.

## Monumenti e luoghi di interesse

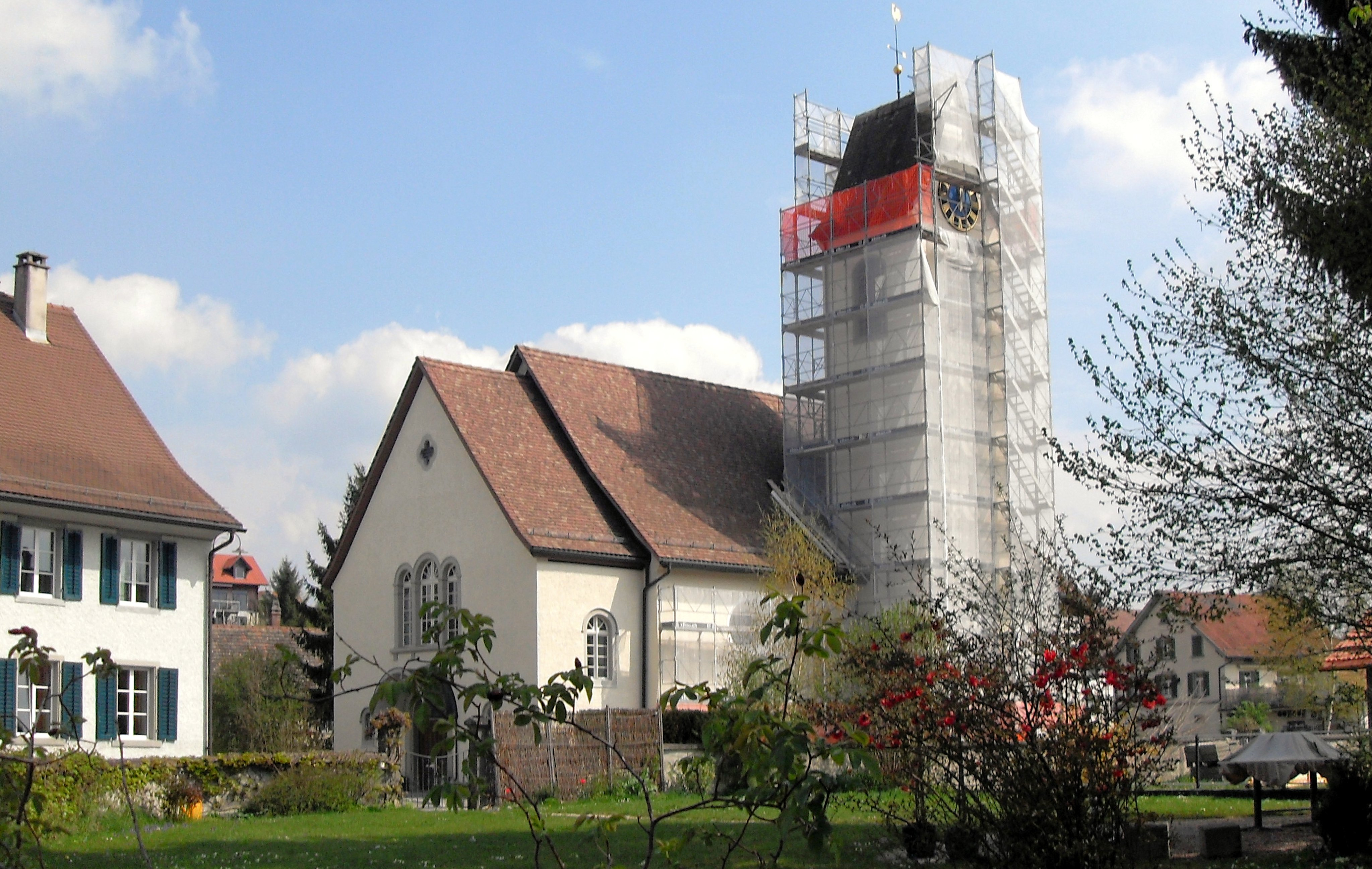
La chiesa riformata

- Chiesa riformata[senza fonte].

## Società

### Evoluzione demografica
L'evoluzione demografica è riportata nella seguente tabella:
Abitanti censiti

## Amministrazione
Ogni famiglia originaria del luogo fa parte del cosiddetto comune patriziale e ha la responsabilità della manutenzione di ogni bene ricadente all'interno dei confini della frazione.